# Au Cap

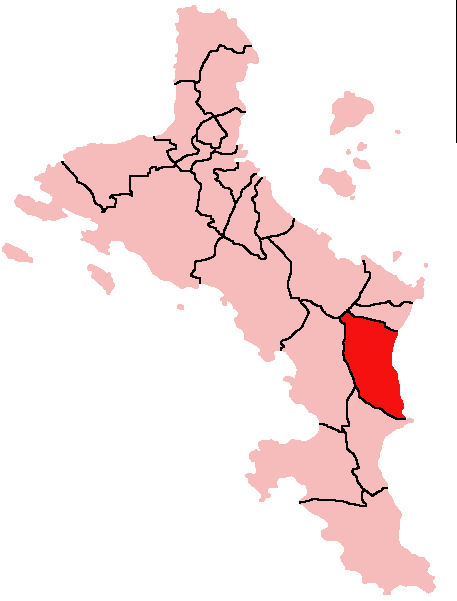
Distriktets läge.

Distriktet Au Cap är ett av Seychellernas 26  distrikt.

## Geografi
Distriktet har en yta på cirka 8,1 km² med cirka 3 000 invånare. Befolkningstätheten är 370 invånare / km².
Au Cap ligger i regionen Södra Mahé (South Mahé).

## Förvaltning
Distriktet förvaltas av en district administrator och ISO 3166-2koden är "SC-04". Huvudorten är La Plaine St. André (?).
Sedan 1994 lyder varje distrikt under "Local Government" som är en enhet av departementet Ministry of Local Government, Youth and Sport. Distriktens roll är att främja tillgång av offentliga tjänster på lokal nivå.
Distriktets valspråk är: "Building upon charm together" (Bygga tillsammans med charm).